# Пюршель, Дитер
Дитер Пюршель (нем. Dieter Pürschel; 7 февраля 1941, Вайсвассер, Саксония — 25 февраля 2023, Эрланген, Бавария) — восточногерманский хоккеист, вратарь. Участник зимних Олимпийских игр 1968 года.

## Биография
Дитер Пюршель родился 7 февраля 1941 года в немецком городе Вайсвассер.
Играл в хоккей с шайбой на позиции вратаря. В 1959—1963 годах выступал за вайсвассерское «Динамо», в 1963—1970 годах — за берлинское «Динамо». Семь раз становился чемпионом ГДР: четырежды в составе вайвассерцев (1960—1963), трижды в составе берлинцев (1966—1968).
В 1968 году вошёл в состав сборной ГДР по хоккею с шайбой на зимних Олимпийских играх в Гренобле, занявшей 7-е место. Играл на позиции вратаря, провёл 5 матчей, пропустил 18 шайб (восемь от сборной Швеции, четыре — от ФРГ, по три — от Канады и Финляндии).
В 1970 году участвовал в чемпионате мира в Стокгольме, где сборная ГДР заняла 5-е место. Провёл 5 матчей, пропустил 20 шайб.
В течение карьеры провёл за сборную ГДР 37 матчей.
В 1970 году завершил игровую карьеру, после того как хоккей с шайбой не вошёл в число ключевых видов спорта в стране, большинство клубов были распущены, а к участию в чемпионате ГДР допускали хоккеистов не старше 30 лет.
В дальнейшем работал тренером по конькобежному спорту.
Умер 25 февраля 2023 года в немецком городе Эрланген.